# L.A. Woman
L.A. Woman é o sexto álbum de estúdio da banda norte-americana de rock The Doors, lançado em 19 de abril de 1971 pela Elektra Records. É o último trabalho do grupo a incluir Jim Morrison, que faleceria três meses depois de seu lançamento. 
L.A. Woman continua a incluir elementos do blues em suas canções, uma característica que se iniciou com o álbum anterior, Morrison Hotel. O álbum foi gravado sem o produtor musical de longa data da banda, Paul A. Rothchild, após este os deixar por discordar do desempenho do grupo em estúdio. No seguimento da saída de Rothchild, os Doors co-produziram o álbum com o apoio do engenheiro de som Bruce Botnick.
"Love Her Madly" foi lançada como single em março de 1971, e alcançou o Top 20 da Billboard Hot 100. Aquando de seu lançamento, o álbum chegou à 9ª posição na Billboard 200 e ao número 28 na parada de álbuns do Reino Unido. Um outro single, "Riders on the Storm", também obteve sucesso nas tabelas musicais.
Os críticos musicais Richie Unterberger e David Quantick avaliaram L.A. Woman como um dos melhores álbuns dos Doors, salientando o entusiasmo inabalável de Morrison no seu desempenho vocal, e o regresso da banda às suas origens de rock e blues.

## Antecedentes

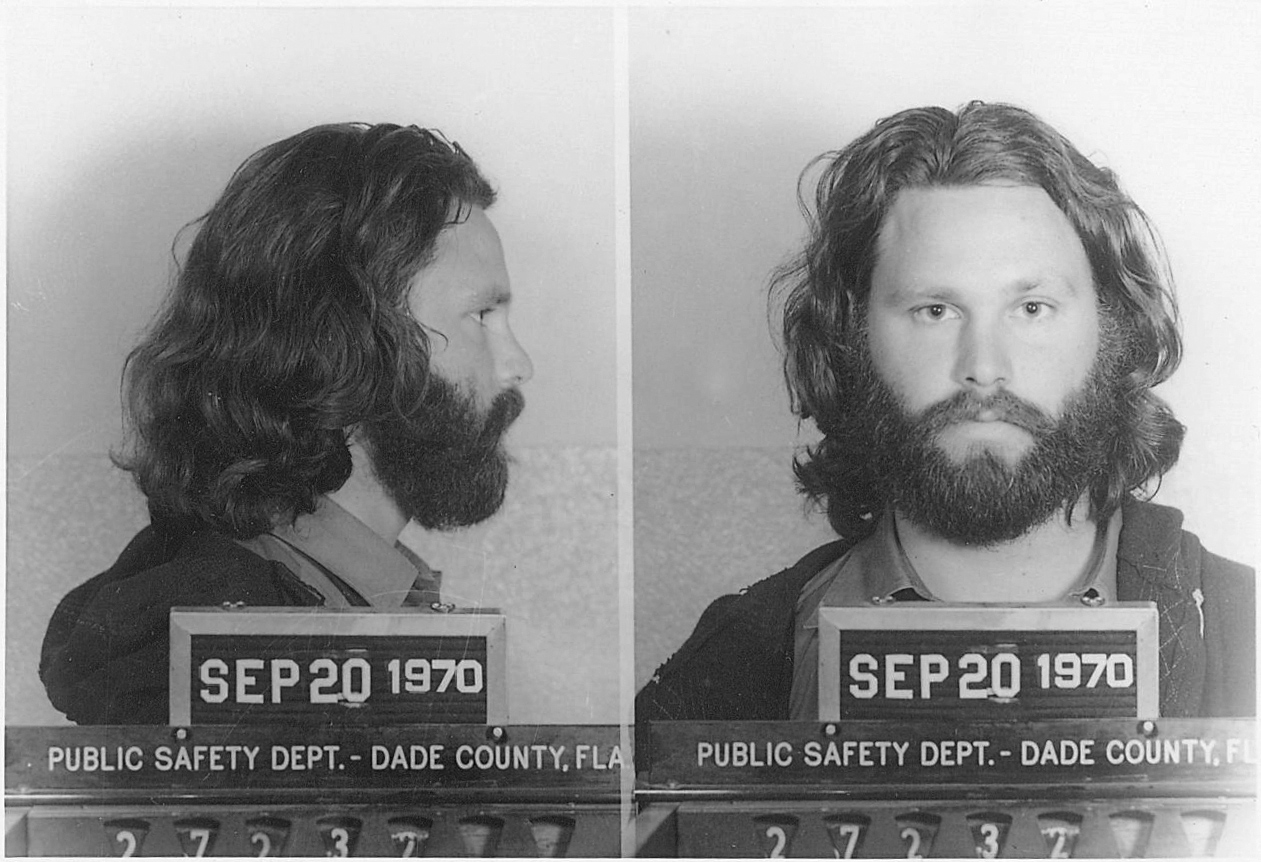
Jim Morrison no dia da sua detenção em Miami por difamação e exibicionismo

Por volta de 1969, os Doors já tinham alcançado sucesso musical e a aceitação da crítica, mas no decurso do mesmo ano, foram censurados nas rádios e a audiência aos seus concertos diminuiu após Jim Morrison ter sido acusado por difamação e exibicionismo num concerto em Miami, Florida, em 1 de Março. Os promotores da banda temiam que este incidente se repetisse. Morrison, que era reconhecido como verdadeiro poeta e que também já tinha começado trabalhar em filmes, no final de 1968 mencionou sair da banda, e só foi convencido pelo teclista Ray Manzarek a ficar por mais seis meses. Em Setembro de 1970, Morrison foi condenado pelo incidente de Miami. Numa entrevista em 1971 com Ben Fong-Torres, Morrison disse sobre Miami: "Acho que, inconscientemente, tentei fazer algo mais naquele concerto, tentei reduzi-lo ao absurdo. E resultou bem de mais."
Em Novembro de 1970, pouco depois do término do julgamento de Morrison, os Doors foram para os estúdios Sunset Sound Recorders, em Los Angeles, para gravar as primeiras versões de L.A. Woman, Riders on the Storm e Love Her Madly. Estas novas músicas marcam um afastamento das composições anteriores, fortemente orquestradas, do álbum The Soft Parade, que ocupou o grupo em longas sessões de gravação. O estilo simples e directo, característico de  Morrison Hotel, foi bem recebido, como notou a revista Jazz & Pop, "Um regresso à pura raiva das primeiras músicas dos Doors". A banda entrou em conflito com a editora discográfica, a Elektra Records, que lançou a primeira compilação do grupo, o álbum 13, para ser vendido no Natal. Foi comercializado sem a colaboração da banda, e mostrava um jovem Morrison, o que o irritou imenso ao ponto de ameaçar assinar com outra gravadora. Como o contrato que tinham com a Elektra previa mais um álbum, o grupo não conseguiu seguir para a frente com a ameaça, e continuaram a ensaiar material novo.
O produtor discográfico Paul A. Rothchild, que tinha trabalhado com a banda nos seus cinco primeiros álbuns, participou nas primeiras sessões, mas acabou por sair por problemas com o grupo. Uma das questões em causa era a sua insatisfação com a canção Love Her Madly, que, lembra Rotchild, "o fazia sair do estúdio". Ele achava que gravar aquela música significava um passo atrás na criatividade artística do grupo, chamando-a de "cocktail music". Rothchild disse que a observação era dirigida a Riders on the Storm, apesar de manter que o que disse foi para "irritar o grupo para que eles fizessem algo bom". Rothchild também deixou o grupo porque eles eram lentos na preparação de material novo, nomeadamente porque a banda tinha três compositores. O seu entusiasmo em colaborar com os Doors deteriorou-se ainda mais ao não ser capaz de convencer Morrison a aparecer sempre nos ensaios. Como Botnick revela no livro Love Becomes a Funeral Pyre, outra questão que levou Rothchild a ir-se embora foi a devastação emocional que ele sentiu pela morte de Janis Joplin, com quem ele tinha trabalhado no seu segundo álbum a solo, Pearl. Rothchild saiu antes de as gravações principais terem sido acabadas, e recomendou que os Doors co-produzissem L.A. Woman com o engenheiro de som Bruce Botnick.

### Gravação
O grupo, juntamente com Botnick, organizou um estúdio de gravação improvisado no local aonde ensaiavam, "The Doors' Workshop", num edifício de dois andares no número 8512 de Santa Monica Boulevard, Los Angeles Assim, podiam gravar num espaço mais confortável e relaxante, ao mesmo tempo que poupavam no aluguer de um estúdio profissional. Uma mesa de misturas anteriormente propriedade da Elektra, foi instalada no primeiro andar do edifício, enquanto que, no andar debaixo, foram instalados monitores de estúdio, microfones e teclados. Para compensar a falta de uma câmara à prova de som, Morrison gravou à porta da casa-de-banho, cantando para o mesmo microfone utilizado na última digressão.
Para a gravação, os Doors contrataram o baixista de Elvis Presley, Jerry Scheff, e o guitarra ritmo Marc Benno, com Scheff, em particular, a tocar em todas as músicas excepto L'America. Densmore caracterizou Scheff como "um homem para todas as ocasiões" e elogiou-o por "me ter permitido comunicar ritmicamente com Morrison, e acalmar o Ray, quando a sua mão direita no teclado começava a ir demasiado rápido". Morrison – um grande apreciador de Presleyn – estava entusiasmado pela participação de Scheff. Por seu lado, Benno foi convidado por ter trabalhado recentemente com Leon Russell. As músicas foram terminadas em poucos takes num gravador de oito canais de qualidade profissional, e o álbum completado em seis dias. Morrison era um apaixonado por blues e chamou à última sessão de gravações "o dia dos blues", onde foram gravadas Crawling King Snake, Cars Hiss By My Window e L.A. Woman. O álbum tinha um som puro, como que ao vivo, com overdubs limitados aos teclados adicionados. Botnick explica que "o conceito geral para a sessão de gravação era recuar até às origens, e ter o ambiente dos concertos ao vivo no estúdio, com o mínimo de overdubs possíveis". As misturas foram terminadas nos Poppy Studios entre Fevereiro e Março de 1971, altura em que Morrison tinha ido viver para Paris, França.

## Músicas
A banda começou a gravar sem muito material e precisava de compor músicas depressa, ou improvisando ou trocando ideias. Morrison gostava de poucos takes, tal como em The Soft Parade, e apareceu a tempo das sessões, sóbrio, ao contrário daquele álbum. A ausência de Rothchild ajudou pois ele era um perfeccionista que insistia em fazer vários takes. Em 1994, o guitarrista Robby Krieger afirmou: "Rothchild não estava lá, e foi por isso que nos divertimos tanto. O director não estava lá." Apesar do seu início conturbado, L.A. Woman contém algumas das mais elogiadas músicas dos Doors, tal como as mais influenciadas pelos blues. As suas letras falam de assuntos contemporâneos como o amor, a vida em Los Angeles, e os aspectos complexos da condição humana. Manzarek explicou que a banda não fez "uma abordagem ao álbum com uma só visão, mas depois de começarmos a trabalhar nas canções, apercebemos-nos de que falavam de L.A. São acerca dos homens, mulheres, rapazes e raparigas, amor, perda, fins de relações, início de relações em Los Angeles". O álbum, como um todo, mostra as capacidades de escritor e compositor de Morrison, combinadas com o seu fraseado poético e entusiasmo por Los Angeles, e um desejo de deixar a cidade e a sua namorada, Pamela Courson. Artisticamente, L.A. Woman mostra a banda a misturar blues, psicadelismo e jazz, às vezes dentro de uma mesma música. Pela primeira vez desde The End e When the Music's Over, o grupo compôs músicas longas, como L.A. Woman e Riders on the Storm.
L.A. Woman começa com The Changeling, canção composta por Morrison, que os Doors queriam que fosse o primeiro single do álbum. Retirada de um bloco de notas de Morrison, escrita em 1968, Holtzman passou por cima da decisão do grupo escolhendo Love Her Madly para o lado A e (You Need Meat) Don't Go No Further (música não incluída no álbum) para o lado B. O autor James Riordan refere que a menção changeling, ou criança-espírito, pode ser uma referência à infância difícil de Morrison. A composição funky "à James Brown", surge como uma antecipação da partida do cantor para Los Angeles com a frase "I'm leavin' town on the midnight train" ("Deixo a cidade no comboio da meia-noite").
Para além de The Changeling, os Doors decidiram incluir três outras músicas escritas antes de 1971: L' America, Crawling King Snake e The WASP (Texas Radio and the Big Beat). A primeira foi gravada para a banda-sonora do filme de contra-cultura Zabriskie Point (1970) do director Michelangelo Antonioni, mas acabou sendo rejeitada. A sua designação original era Latin America, e a única alteração nas sessões de L.A. Woman foi a inclusão de overdubs na bateria. Os arranjos efectuados pelo grupo a tradicional Crawling King Snake datam das suas primeiras digressões, e, por vezes, era acompanhada do poema de Morrison Celebration of the Lizard. The WASP (Texas Radio and the Big Beat) é uma composição revista de uma pequena passagem poética de Morrison que apareceu pela primeira vez nos livros de oferta do grupo em 1968. Combinando faixas de gravação duplas com spoken words, a música pressagiou as leituras poéticas que Morrison, postumamente, revelou em An American Prayer. Para destacar o carácter melancólico de The WASP (Texas Radio and the Big Beat), Densmore idealizou um tipo arcaico de bateria sintetizada.
Morrison também contribuiu em Been Down So Long, uma música inspirada pelo livro do cantor de música folk Richard Fariña, Been Down So Long It Looks Like Up to Me, e pela música de Furry Lewis, I Will Turn Your Money Green. Um blues tradicional, dos primeiros tempos dos concertos dos Doors, a letra mostra depressão, libertação e sexualidade fruto do potencial aprisionamento de Morrison. O cantor também contribuiu para o blues Cars Hiss By My Window. Ao contrário da maioria dos outros temas, este foi composto em estúdio. Manzarek lembra que "Jim disse que [a música] era acerca de viver em Venice [Beach], num quarto quente, com uma namorada 'sexy'  e uma janela aberta e mau tempo lá fora. Ele podia estar a falar de Pamela Courson". L.A. Woman encerra o primeiro lado com a música que dá título ao álbum, a mais longa deste trabalho. Pensada como o último adeus de Morrison a Los Angeles, transmite os seus sentimentos ambíguos de paixão e desdém pela the city of night ("cidade da noite"). A letra inclui um anagrama para "Morrison": "Mister Mojo Risin'".
Das restantes músicas escritas pelos membros do grupo, Krieger escreveu Love Her Madly, que mostra as suas canções de amor e insegurança. A música foi escrita em casa, aborrecido, enquanto aguardava que o julgamento de terminase. L.A. Woman também inclui Hyacinth House, com letras escritas por Morrison e música por Manzarek. A canção mostra a influência em Manzerak do compositor polaco Frédéric Chopin e, em particular, da sua composição Polonesa, Op. 53, durante o seu solo de órgão. A última música é Riders on the Storm, um esforço colectivo dos Doors e um sinal do seu crescente interesse pelo jazz, que poderiam ter aprofundado mais com Morrison. Baseado no arranjo (Ghost) Riders in the Sky e da passagem delicate riders of the storm, retirada do poema de Hart Crane, Praise for an Urn, a música junta o imaginário de Morrison sobre viajar à boleia presente nos seus projectos poéticos. O suave e fantsmagórico pano de fundo ouvido ao longo de todo o tema, foi a última gravação de Morrison com os Doors.

## Actuações ao vivo
Após Morrison ter gravado poesia nos estúdios Village Recorders em 8 de Dezembro de 1970, sentiu-se, então, preparado para cantar álgumas das músicas de L.A. Woman nas digressões. A 11 de Dezembro, os Doors tocaram para duas audiências esgotadas no State Fair Music Hall em Dallas. A banda abriu o concerto com uma versão longa de Love Her Madly, mas tiveram dificuldades em tocar material mais antigo pois já não actuavam ao vivo desde o Festival da Ilha de Wight em Agosto. O concerto incluía The Changeling e L.A. Woman e fechava com When the Music's Over. Ambos os concertos foram bem recebidos, demonstrando que os Doors estavam em boa forma ao vivo, o que levou a uma actuação extra na cidade de Louisiana. As gravações de Love Her Madly, The Changeling, L.A. Woman e a faixa Ship of Fools de Morrison Hotel, foram incluídas no álbum de 2003 Boot Yer Butt: The Doors Bootlegs.
Em 12 de Dezembro, os Doors actuaram no Warehouse em Nova Orleães no que viria a ser a última actuação ao vivo de Morrison. A meio do concerto, um Morrison embriagado começou a cantar, de forma confusa, a letra de Light My Fire, interrompendo-a com discursos e piadas. Sentou-se à frente da plataforma onde estava Krieger e Manzarek a solar, mas não se chegou a levantar para acabar a música. Após ser chamado à atenção por Densmore, tentou cantar, antes de começar a bater com força com o suporte do microfone no palco até a madeira se começar a partir. A banda concordou em suspender os concertos e focar-se em terminar L.A. Woman.
Durante anos, os fãs do grupo especularam sobre a existência de possíveis gravações do concerto de Nova Orleães. Em 2011, George Friedman, um director de palco do Warehouse, revelou possuir uma bobina gravada do concerto num cofre bancário. Friedman explicou ter descoberto as gravações "quando as Beaver Productions retiraram os seus escritórios do Warehouse, para um edifício em Riverbend. A cassete dos Doors, e outras fitas da Warehouse, ficaram para trás, como lixo, durante a mudança". Apesar da confirmação da sua existência, ainda não houve um lançamento oficial das gravações.

## Lançamento e crítica
Estou contente por L.A. Woman ter sido o nosso último álbum ... Mostra o que éramos na realidade. O primeiro álbum também, mas L.A. Woman é mais descontraído, é vivo – quase que parece um ensaio. É puramente Doors.

 – Robby Krieger numa reflexão sobre o álbum durante uma entrevista em 2012
L.A. Woman foi lançado a 19 de Abril de 1971. Chegou ao nono lugar do Billboard 200, permanecendo na tabela de vendas durante 36 semanas, e alcançou o lugar 28 no Reino Unido, onde esteve quatro semanas no UK Albums Charts. A primeira impressão da capa do álbum tinha uma cor borgonha, cantos curvos, e um papel celofane colado no seu interior. A fotografia era da autoria de Wendell Hamick. De acordo com Jac Holzman, administrador principal da Elektra Records: "Como não tinha a certeza de haver um segundo álbum, pedi a Bill Harvey que criasse uma embalagem de coleccionador. As faces dos membros dos Doors foram impressas em película fotográfica clara. A cor de fundo do interior da embalagem podia ser alterada e afectaria a sensação visual da mesma. É o primeiro álbum onde Jim aparece com barbas [na capa]. A sua foto está à direita, do mesmo tamanho e dimensão da dos outros membros, apenas outro tipo na banda."
Três meses depois de ser comercializado, no dia 3 de Julho, Morrison foi encontrado morto. Antes, tinham havido várias discussões entre Morrison e os outros membros da banda sobre futuras gravações no seu regresso de Paris. O álbum foi acompanhado pelo single Love Her Madly, que foi lançado em Março, chegando a número 11 na tabela "Billboard Hot 100", e aqui permanecendo 11 semanas; no Reino Unido, no entanto, não entrou para as tabelas. Outro single, Riders on the Storm, foi comercializado em Junho, e chegou a número 14 na Billboard, e a 22º nas tabelas britânicas.
| Críticas profissionais        | Críticas profissionais |
| Avaliações da crítica         | Avaliações da crítica  |
| Fonte                         | Avaliação              |
| ----------------------------- | ---------------------- |
| AllMusic                      | [ 4 ]                  |
| Christgau's Record Guide      | A–                     |
| Classic Rock                  | [ 57 ]                 |
| Encyclopedia of Popular Music | [ 58 ]                 |
| MusicHound                    | 4/5                    |
| PopMatters                    | [ 60 ]                 |
| Q                             | [ 61 ]                 |
| Rolling Stone                 | [ 62 ]                 |
| The Rolling Stone Album Guide | [ 63 ]                 |
| Slant Magazine                | [ 64 ]                 |

Na generalidade, o álbum recebeu críticas positivas. Robert Meltzer, da Rolling Stone, ficou impressionado pelo sentimento de diversão e a coesão do grupo, afirmando ser o "melhor álbum dos Doors" e o melhor álbum do ano. Robert Christgau elogiou o sentido de humor de Morrison em algumas das letras e achou que "a banda nunca soou tão bem", embora tenha ficado desapontado com Been Down So Long e L'America. Mais recentemente, Richie Unterberger, do AllMusic, descreve L.A. Woman como "irregular", mas salienta que o álbum contém composições que "estão entre os melhores e mais perturbantes trabalhos". Sal Cinquemani, na sua análise ao álbum para a Slant Magazine, considera L.A. Woman como "o som da banda em perfeita harmonia". Descreve o material dos Doors como "perturbador e cínico ao longo dos anos, e estas canções não são excepção". Stephen Dalton da Classic Rock, ao analisar a Edição do 40º Aniversário do álbum, destaca o facto de "L.A. Woman ainda manter o seu prestígio, uma viagem épica a uma escuridão brilhante."
Nathan Wisnicki da PopMatters disse que as letras de Morrison eram menos pretensiosas que anteriores trabalhos por causa dos "blues mais convencionais" de L.A. Woman's "more conventional blues". David Quantick from BBC Music attributed the record's success to "a stripped-down yet full sound, a developed mysticism tied tightly to the band's brand of rock, and confidence born of having been a functioning unit for several years". In his 1994 book The Complete Guide to the Music of The Doors, Peter K. Hogan describes the album as an expansion on the style from Morrison Hotel, but in a more coherent form. He also believed L.A. Woman was a fitting swan song for Morrison, who was pleased to finally record a blues-oriented album.
Em 2003, L.A. Woman foi colocada na posição 362 pela lista da revista Rolling Stone The 500 Greatest Albums of All Time. Quando a lista foi revista em 2012, para incluir álbuns lançados a partir de 2003, L.A. Woman desceu duas posições. Stereogum escolheu-o para segundo melhor álbum dos Doors, e Ryan Leas acrescentou: "O álbum percorres a mesma via de blues puros tal como o anterior, mas agora os Doors têm um som grosseiro, triste. É um daqueles álbuns do início de 70 que surge como uma ressaca do final dos 60."

### Re-edições em CD
Posteriormente, Botnick produziu e remisturou uma nova versão 5.1 Surround do álbum, lançada em DVD-Audio, em 19 de Dezembro de 2000. Foi produzida a partir das fitas analógicas de originais de uma polegada de oito faixas. L.A. Woman foi remasterizado digitalmente para ser incluído na série The Years of the Doors. Foi reeditado num formato de maior dimensão a 24 de Janeiro de 2012, pela Elektra e Rhino Records, com sete versões alternativas das canções, e três músicas nuna comercializadas, Orange County Suite, She Smells So Nice e Rock Me. A acompanhar este lançamento, foi distribuído um documentário chamado Mr. Mojo Risin': The Story of L.A. Woman was distributed. O filme inclui entrevistas a Krieger e Densmore, e actuações ao vivo e em estúdio.

## Faixas
| Lado A |                          |         |  |
| N.º    | Título                   | Duração |  |
| 1.     | "The Changeling"         | 4:21    |  |
| 2.     | "Love Her Madly"         | 3:20    |  |
| 3.     | "Been Down So Long"      | 4:41    |  |
| 4.     | "Cars Hiss by My Window" | 4:12    |  |
| 5.     | "L.A. Woman"             | 7:49    |  |

| Lado B |                                           |         |  |
| N.º    | Título                                    | Duração |  |
| 1.     | "L'America"                               | 4:37    |  |
| 2.     | "Hyacinth House"                          | 3:11    |  |
| 3.     | "Crawling King Snake"                     | 5:00    |  |
| 4.     | "The WASP (Texas Radio and the Big Beat)" | 4:16    |  |
| 5.     | "Riders on the Storm"                     | 7:09    |  |

## Ficha técnica
Nota: a fonte para esta secção é:
The Doors
- Jim Morrison – voz, percussão piano em Orange County Suite, produção
- Ray Manzarek – Órgão Hammond nas faixas 1, 7, 9 e 11, piano alterado nas faixas 2 e 5, Vox Continental na faixa 2, guitarra ritmo na faixa 3, Gibson G-101 na faixa 6, piano eéctrico Wurlitzer na faixa 8, Piano Rhodes nas faixas 5, 10 e 12, voz principal em (You Need Meat) Don't Go No Further, produção
- Robby Krieger – guitarra, produção
- John Densmore – bateria, produção

Músicos adicionais
- Jerry Scheff – guitarra baixo
- Marc Benno – guitarra ritmo nas faixas 3, 4, 5 e 8

Equipa técnica
- Bruce Botnick – Produção, engenheiro de som
- Doug Sax – Mastering engineer
- Carl Cossick – Concepção da capa e contra-capa
- Wendell Hamick – Fotografia da capa e efeitos visuais
- Bill Siddons – Gestão de pessoal